# Guy Ligier
Guy Ligier, (n. 12 iulie 1930 – d. 23 august 2015), a fost un pilot de Formula 1, jucător în echipa de rugby a Franței, producător de automobile și proprietar al echipei de curse Ligier care a participat și în Formula 1 între 1976 și 1992.
1. ↑  Guy Ligier, accesat în 9 octombrie 2017
2. 1 2 3 4  Fichier des personnes décédées mirror, accesat în 6 iunie 2021
3. ↑   https://www.lemonde.fr/formule-1/article/2015/08/24/mort-de-guy-ligier-ancien-pilote-et-patron-d-ecurie-de-formule-un_4734583_1616771.html Lipsește sau este vid: |title= (ajutor)
4. ↑  Who's Who in France